# Tropidophis nigriventris
Espèce
Statut CITES
Tropidophis nigriventris est une espèce de serpents de la famille des Tropidophiidae.

## Répartition
Cette espèce est endémique de la province de Camagüey à Cuba.

## Description
C'est un serpent vivipare.

## Étymologie
Son nom d'espèce, du latin nigri-, « noir », et ventris, « le ventre », lui a été donné en référence à sa livrée.

## Publication originale
- Bailey, 1937 : A review of some recent Tropidophis material. Proceedings of the New England Zoölogical Club, vol. 16, p. 41-52.